# Touch (альбом Амери)
| Оценки критиков      | Оценки критиков |
| Источник             | Оценка          |
| -------------------- | --------------- |
| AllMusic             | [ 1 ]           |
| Blender              | [ 2 ]           |
| Entertainment Weekly | B               |
| Pitchfork            | 7.6/10          |
| Rolling Stone        | [ 5 ]           |
| Slant Magazine       | [ 6 ]           |
| Stylus Magazine      | B               |
| Uncut                | [ 8 ]           |
| USA Today            | [ 9 ]           |
| Vibe                 | [ 10 ]          |

Touch — второй студийный альбом американской соул-певицы Амери, вышедший 26 апреля 2005 года на лейблах Richcraft, Sony Urban, Columbia Records.
Альбом получил положительные отзывы рецензентов, а также две номинации на премию Грэмми на 48-й церемонии Grammy Awards, включая Best Contemporary R&B Album.
Альбом дебютировал на 5-м месте в американском хит-параде Billboard 200 с тиражом 124 т sc в первую неделю релиза и позднее был сертифицирован в золотом статусе Recording Industry Association of America (RIAA), за общий тираж более 500 тыс. копий в США. Сингл «1 Thing» стал самым успешным в карьере певицы, достигнув 8-го места в чарте Billboard Hot 100.

## Об альбоме
Альбом получил положительные отзывы музыкальных критиков и интернет-изданий. Он получил 70 из 100 баллов на интернет-агрегаторе Metacritic. Песня «1 Thing» в списке Pazz & Jop заняла 3-е место среди лучших синглов 2005 года.
Энди Келлман из AllMusic сказал, что Touch — это улучшение по сравнению с All I Have, потому что песни написаны лучше, чем в All I Have, и продюсирование последовательное, доступное слушателям разных возрастов. Том Брейхан из Pitchfork посчитал, что Харрисон максимально использует «тонкий, тростниковый» голос Амери, который он нашёл более утончённым, чем у таких певиц, как Нивея или Ашанти. Бен Сисарио из журнала Blender написал, что «тепло Амери неотразимо, во многом потому, что оно тонкое». Энджи Ромеро из журнала Vibe похвалила её эмоциональное пение, но больше всего её впечатлили песни с Харрисоном: «Их изысканное сочетание нежного и демонстративного доказывает, что, будь она жесткой или мягкой, любовь есть любовь». Билл Верде из Rolling Stone отметил несколько обычных песен в стиле R&B на более зрелом альбоме Амери.

## Коммерческий успех
Touch дебютировал на пятом месте в американском Billboard 200 с тиажом в 124,000 копий в первую неделю. Альбом был сертифицирован RIAA как золотой в августе 2005 года, а к июню 2009 года в США было продано 406 000 копий. Альбом вошёл в чарт альбомов Великобритании UK Albums Chart под номером 32 и достиг 28-го места; в общей сложности он провёл в чарте шесть недель. В других странах Touch достиг № 57 в Австралии, № 59 во Франции, № 70 в Нидерландах, № 83 в Швейцарии, № 91 в Германии и № 93 в Бельгии.

## Список композиций
| №                   | Название                                      | Автор(ы)                                                                                | Продюсеры                           | Длительность |
| ------------------- | --------------------------------------------- | --------------------------------------------------------------------------------------- | ----------------------------------- | ------------ |
| 1.                  | «1 Thing»                                     | Amerie Rogers Rich Harrison Stanley Walden                                              | Harrison                            | 4:01         |
| 2.                  | «All I Need»                                  | Rogers Harrison Dexter Wansel                                                           | Harrison                            | 3:09         |
| 3.                  | «Touch»                                       | Jonathan Smith Rogers Sean Garrett Craig Love LaMarquis Jefferson James "LRoc" Phillips | Jonathan "Lil Jon" Smith Rogers [a] | 3:38         |
| 4.                  | «Not the Only One»                            | Rogers Makeda Davis Bryce Wilson Simon Johnson Andre Gonzales                           | Wilson The Buchanans [b] Rogers [a] | 3:46         |
| 5.                  | «Like It Used to Be»                          | Rogers Harrison                                                                         | Harrison                            | 3:39         |
| 6.                  | «Talkin’ About»                               | Rogers Harrison                                                                         | Harrison                            | 4:19         |
| 7.                  | «Come with Me»                                | Harrison                                                                                | Harrison                            | 3:34         |
| 8.                  | «Rolling Down My Face»                        | Rogers Harrison Roy Ayers                                                               | Harrison                            | 3:34         |
| 9.                  | «Can We Go» (при участии Carl Thomas)         | Rogers Thomas Philip Bailey Maurice White                                               | Bink! Rogers [a]                    | 3:29         |
| 10.                 | «Just Like Me»                                | Andre Harris Vidal Davis Ryan Toby Jason Boyd Sunshine Anderson Rogers                  | Harris Davis Rogers [a] Toby [a]    | 3:46         |
| 11.                 | «Falling»                                     | Rogers Andy Thelusma                                                                    | Red Spyda Rogers [a]                | 4:58         |
| 12.                 | «1 Thing» (при участии Ив)                    | Rogers Harrison Walden Eve Jeffers                                                      | Harrison                            | 4:18         |
| 13.                 | «Why Don’t We Fall in Love» (Richcraft remix) | Harrison                                                                                | Harrison                            | 3:36         |
| Общая длительность: | Общая длительность:                           | Общая длительность:                                                                     | Общая длительность:                 | 50:07        |

| №                   | Название                   | Автор(ы)                                                                 | Продюсеры           | Длительность |
| ------------------- | -------------------------- | ------------------------------------------------------------------------ | ------------------- | ------------ |
| 14.                 | «Man Up» (при участии Nas) | Johnson Gonzales Elizabeth Wyce Michael Quatro Lynn Kinshkon Nasir Jones | The Buchanans       | 3:41         |
| Общая длительность: | Общая длительность:        | Общая длительность:                                                      | Общая длительность: | 53:48        |

| №                   | Название            | Автор(ы)                     | Продюсеры                | Длительность |
| ------------------- | ------------------- | ---------------------------- | ------------------------ | ------------ |
| 14.                 | «I’m Coming Out»    | Bernard Edwards Nile Rodgers | Cory Rooney Loren Dawson | 3:31         |
| Общая длительность: | Общая длительность: | Общая длительность:          | Общая длительность:      | 53:38        |

Замечания
- ↑  продюсер по вокалу
- ↑  сопродюсер

## Позиции в чартах
| Чарт (2005)                            | Высшая позиция |
| -------------------------------------- | -------------- |
| Австралия (ARIA)                       | 57             |
| Бельгия/Фландрия (Ultratop)            | 93             |
| Нидерланды (Album Top 100)             | 70             |
| Франция (SNEP)                         | 59             |
| Германия (Offizielle Top 100)          | 91             |
| Япония (Oricon)                        | 13             |
| Швейцария (Schweizer Hitparade)        | 83             |
| Великобритания (UK Albums Chart)       | 28             |
| Великобритания (UK R&B Albums Chart)   | 26             |
| США (Billboard 200)                    | 5              |
| США (Billboard Top R&B/Hip-Hop Albums) | 3              |

## Сертификации
| Регион                                                      | Сертификация | Продажи  |
| ----------------------------------------------------------- | ------------ | -------- |
| Великобритания (BPI)                                        | Золотой      | 100 000  |
| США (RIAA)                                                  | Золотой      | 500 000^ |
| ^ Данные о тиражах приведены только на основе сертификации. |              |          |